# グエン・ズイ・チン
グエン・ズイ・チン（ベトナム語: Nguyễn Duy Trinh, 阮維楨、1910年7月15日 - 1985年4月20日）はベトナムの政治家。ベトナム共産党政治局員、書記局書記。長らく副首相および外務大臣を務めた。

## 経歴
グエン・ズイ・チンは1910年、ゲアン省ギーロック県ギトー社の農家に生まれた。1925年、ヴィンにおいて政治活動の自由化を求める学生運動に参加。翌年、新越革命党（Tân Việt Cách mạng Đảng、インドシナ共産党の前身）に参加し、サイゴンに派遣され活動した。ここで彼は逮捕され、懲役18ヶ月を宣告される。刑期を終えると、当局により中部に強制送還された。その後、在宅のままインドシナ共産党に加入した。
1930年か31年の頃に逮捕され、コンソン島への流刑となり、後にコントゥムへ移送された。1941年、この地で彼は何人かの囚人仲間と共に脱獄したが、再び逮捕された。
1951年のベトナム労働党第2回党大会において党中央委員に選出され、1954年末には党中央委員会官房長に任ぜられる。
1955年8月には党中央委員会書記に選出。1956年の第10回拡大会議において党政治局員に増補され、党内序列第10位となる。
1958年4月に首相府大臣に任命され、同年12月まで務める。1959年5月からは国家計画委員会主任（閣僚級）を務め、1960年からはファム・ヴァン・ドン内閣の副首相を兼務した。
1960年の第3回党大会において党政治局員に再選され、党内序列第9位となる。1961年1月23日、第3期党中央委員会第3回総会において党中央軍事委員会委員に任命される。1963年1月7日からは国家科学委員会主任（閣僚級）も兼務し、1965年10月11日まで務めた。
1965年4月6日には国家計画委員会主任の職を解かれ、スアン・トイの後任として外務大臣を兼務する。前年1964年8月のトンキン湾事件を機に、当時のベトナムは和平か戦争拡大かの瀬戸際にあった。この外相人事は、党中央委員のトイから党政治局員のチンを就けることで、今後の交渉に向けて外務省の力を強化することが目的と見られた。しかし、ベトナム戦争は拡大し、この中でチン外相は戦時外交を推進する。1973年1月27日、北ベトナム政府を代表し、パリ協定に署名した。1976年、第4回党大会において党政治局員および書記局書記に選出され、序列第6位に昇格した。
南北ベトナム統一後は、ベトナムの国連加盟を果たし、また戦争からの再建のために社会主義諸国と国際社会の支援を受け入れた。しかし一方で西側の禁輸措置と戦うことになる。
ベトナム史上最長となる副首相兼外務大臣を務めたが、1980年2月に大幅な内閣改造があり、チンは副首相および外相を解任された。
その後、1982年の第5回党大会において党政治局・書記局より外れたが、党中央委員には再選し、死去するまで務めた。また同年、党中央＝政府付属社会経済戦略研究委員会に参加した。
1985年4月20日、ハノイにおいて心臓麻痺のため死去した。
第1-4期ベトナム国会議員を務める。

## 顕彰
- 金星勲章（英語版）
- 抵戦勲章（ベトナム語版） - 一等抗米救国戦争勲章
- 党50周年記章
- ホーチミン市トゥドゥック市のビンチュンタイ坊（ベトナム語版）からビンチュンドン坊（ベトナム語版）に及ぶ通り、並びにハノイ市ホアンマイ区ホアンリエト坊リンダム都市区を走る通りには、グエンズイチンの名が与えられた。